# Aethia
Aethia ist eine Gattung aus der Familie der Alkenvögel. Die Gattung umfasst vier rezente Arten, die alle im Nordpazifik vorkommen. Zur Gattung gehören mit dem Zwerg- und Bartalk die kleinsten Alkenvögel.
Die IUCN stuft alle vier Arten derzeit als  (=least concern – nicht gefährdet) ein.

## Erscheinungsbild
Der Zwergalk ist die kleinste Art der Alkenvögel. Er erreicht eine Körperlänge von 15 Zentimeter und ist damit etwas kleiner als ein Haussperling. Das Gewicht variiert zwischen 70 und 101 Gramm und beträgt durchschnittlich etwa 85 Gramm. Der Bartalk erreicht eine Körperlänge von nur 18 Zentimeter und ist nur wenig größer. Sein Gewicht beträgt durchschnittlich 127 Gramm. Der Rotschnabelalk und der Schopfalk sind mit 25 Zentimeter gleich groß. Bei allen vier Arten sind die Beine bläulich grau mit dunkleren Schwimmhäuten.
Bei allen vier Arten der Gattung Aethia haben die adulten Vögel auffällig helle Iris. Jungvögel haben dagegen eine graue Iris. Alle Aethia-Arten weisen zumindest im Prachtkleid verlängerte weiße Gesichtsfedern auf. Bei jeder Art verläuft eine Linie ausgehend vom Auge in Richtung Nacken. Beim Bartalk ist die weiße Gesichtszeichnung etwas ausgeprägter als bei den anderen Arten der Gattung. Vom Auge aus verläuft ein schmaler, weißer Strich zum Nacken, zwei weitere weiße Striche treffen in einem 90°-Winkel kurz oberhalb des Schnabels aufeinander und bilden so ein liegendes V. Im Schlichtkleid sind diese weißen, verlängerten Gesichtsfedern entweder vollständig verschwunden oder nur angedeutet. Der Rotschnabelalk und der Zwergalk sind die beiden Arten, die keinen Federschopf aufweisen. Bartalk und Schopfalk dagegen haben im Prachtkleid verlängerte dunkle Federn auf der Stirn, die bei ruhenden Vögeln nach vorne fallen. Beim Schopfalk besteht die Federhaube aus zwölf bis zwanzig, zwei bis drei Millimeter breiten und 15 bis 50 Millimeter langen schwärzlichen Federn. Verschiedene Untersuchungen haben nachweisen können, dass Schopfalken Partner mit einer möglichst großen Federhaube präferieren. Im Schlichtkleid sind beim Bart- und Schopfalk diese Stirnfedern deutlich verkürzt.
Die Schnabelform der einzelnen Arten ist sehr unterschiedlich. Der Rotschnabelalk hat einen kurzen kräftigen und orangefarbenen Schnabel. Beim Zwergalk ist der Schnabel ist gleichfalls sehr klein, die vordere Schnabelhälfte ist rötlich. Rotschnabelalk und Schopfalk haben während der Brutzeit auffallend orangerote Schnäbel. Insbesondere beim Schopfalk besteht zwischen Pracht- und Schlichtkleid ein deutlicher Unterschied in der Schnabelgröße. In der Balzzeit ist bei dieser Art der Schnabel durch vier bis fünf hornartige Platten deutlich vergrößert. Männchen haben dann einen auffallend kräftigeren Schnabel als die Weibchen. Die Platten werden von brütenden Vögeln mit Beginn der Jungenaufzucht abgeworfen; nicht brütende adulte Schopfalken behalten sie bis zum Ende der Fortpflanzungszeit. Schopfalken haben dann einen deutlich kleineren und unauffälliger gefärbten Schnabel.

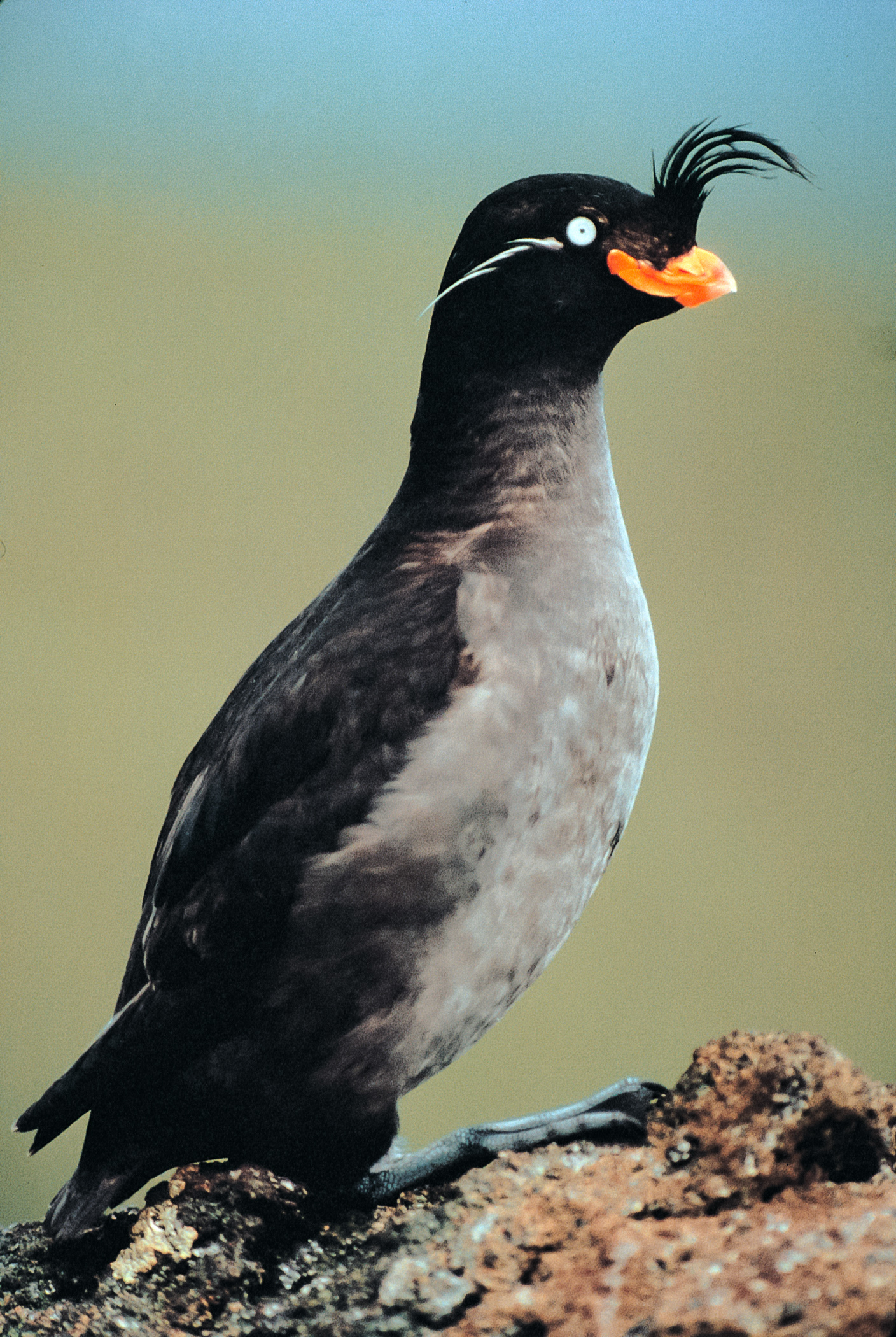
Schopfalk

Bei allen vier Arten ist die Körperoberseite dunkel, die Körperunterseite aufgehellt. Die hellste Körperunterseite weist der Zwergalk auf. Bei ihm ist sie in der Regel weißlich mit unregelmäßigen dunkleren Flecken und Querstreifen. Einzelne Individuen können davon jedoch stark abweichen und haben beispielsweise eine rein weiße oder fast schwarze Körperunterseite. Individuen mit einer sehr dunklen Körperunterseite weisen in der Regel einen weißlichen Kehlfleck auf. Insgesamt machen Individuen mit einer rein weißen oder fast schwarzen Unterseite etwa fünf Prozent der Population aus. Im Prachtkleid strömt das Gefieder sowohl beim Schopf- als auch beim Bartalk einen zitrusähnlichen Geruch aus.

## Verbreitung
Die Arten der Aethia sind in ihrer Verbreitung auf den Nordpazifik begrenzt, wobei sich ihre Verbreitungsgebiete zum Teil überlappen.
Ein verhältnismäßig kleines Verbreitungsgebiet hat der Bartalk, dessen Verbreitungsschwerpunkt die Kurilen und Aleuten sind. Die Gewässer, auf denen er sich bevorzugt aufhält, weisen im Sommer eine Oberflächentemperatur von neun bis 12 und im Winter von zwei bis vier Grad Celsius auf. Sie halten sich auch außerhalb der Fortpflanzungszeit nur selten mehr als 16 Kilometer von der Küstenlinie entfernt auf.
In Asien brütet der Bartalk vereinzelt auf Inseln im Norden des Ochotskischem Meer, auf den Kurilen und den Kommandeurinseln. Auf der Inselkette der Aleuten kommt er vor allem im Osten vor und brütet beispielsweise auf den Islands of Four Mountains, den Andreanof Islands, den Rat Islands und den Buldir Island. Auf Grund der sehr versteckten Lebensweise der Bartalken sind die Brutkolonien nur sehr schwer auszumachen und erst 1994 wurde beispielsweise auf Kanaga Island eine Brutkolonie von Bartalken entdeckt. Die größte bekannte Brutkolonie befindet sich auf Buldir Island, es ist jedoch möglich, dass die Krenitzin Islands noch größere Brutkolonien beherbergen.
Die Verbreitungsgebiete von Rotschnabel-, Zwerg- und Schopfalk überlappen sich teilweise stark. Der Verbreitungsschwerpunkt des Schopfalken ist die Beringsee sowie das Ochotskische Meer im nordwestlichen Pazifikraum. Schopfalken bevorzugen Gewässer mit zwei bis zehn Grad Oberflächentemperatur im Sommer und zwei bis fünf Grad im Winter. Brutkolonien des Schopfalken finden sich ebenfalls auf den Kurilen und Inseln des Ochotskischen Meeres wie Sachalin und den Schantarinseln. In der westlichen Beringsee brüten Schopfalken unter anderem auf den Kommandeurinseln, an der südöstlichen Küste der Tschuktschen-Halbinsel und der 29 Quadratkilometer großen Ratmanow-Insel, dem östlichsten Punkt Russlands. An der Küste Alaskas brüten sie unter anderem auf den abgelegeneren Inseln der Aleuten, den Pribilof Islands, der St.-Matthew-Insel, der Sankt-Lorenz-Insel, King Island und den Shumagin Islands, einer Inselgruppe im Golf von Alaska.

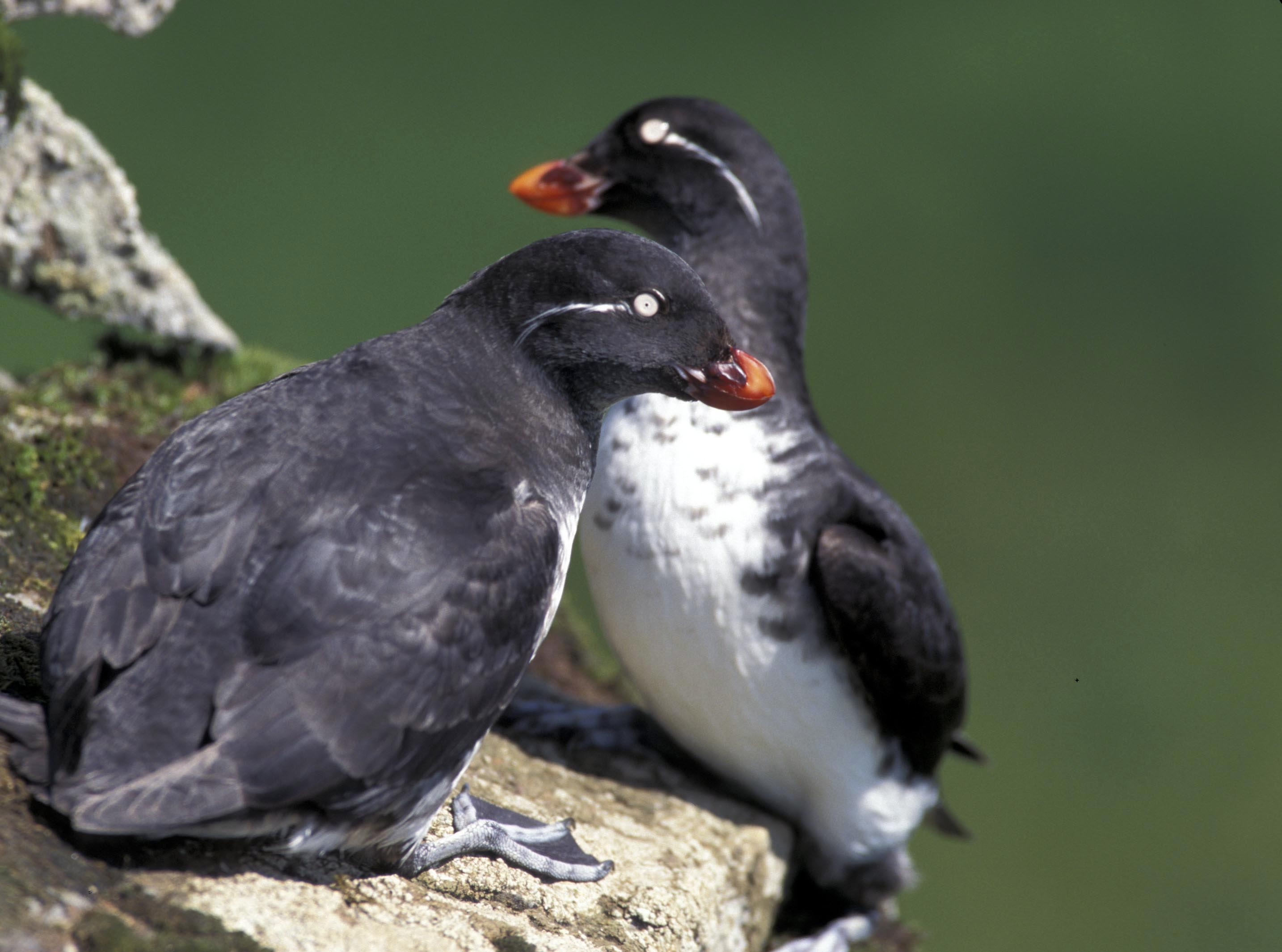
Rotschnabelalk

Der Zwergalk brütet auf den Aleuten, den Semidi Islands, den Shumagin Islands und in der Beringsee auf Pribilof Islands, St.-Matthew-Insel, Sankt-Lorenz-Insel, King Island und der Ratmanow-Insel. An der Westküste des Pazifiks brüten Zwergalken vereinzelt auf den Kurilen, auf Inseln im Ochotskischem Meer, den Kommandeurinseln sowie entlang der Küste der Kamtschatka-Halbinsel bis zur südlichen Küste der Tschuktschen-Halbinsel. Sehr große Brutkolonien befinden sich unter anderem auf Kiska Island und der Sankt-Lorenz-Insel sowie einer Insel im Japanischen Meer. Während des Sommerhalbjahrs werden Zwergalken auch deutlich weiter höher im Norden beobachtet. Beobachtungen liegen unter von Point Barrow, der nördlichsten Landspitze des US-Bundesstaates Alaska und der Wrangelinsel vor.
Der Rotschnabelalk hält sich grundsätzlich mehr als andere Arten der Gattung Aethia auf offener See auf. In Asien erstreckt sich sein Brutareal von den Kurilen und dem Ochotskischen Meer über die Kommandeurinseln bis vereinzelt an die Küste der Kamtschatka-Halbinsel und der Tschuktschen-Halbinsel. An der nordamerikanischen Küste brütet der Rotschnabelalk im Norden des Golf von Alaska, darunter auf den Shumagin Islands, den Semidi Islands, der Tschirikow-Insel sowie den Aleuten und auf Inseln der Beringstraße. Die nördlichste Brutkolonie findet sich auf der Ratmanow-Insel. Die südöstlichste Brutkolonie liegt wahrscheinlich auf einer Insel vor der Küste von Sitka im Südosten Alaskas und die südwestlichste nahe Sachalin im Ochotskischen Meer.

## Nahrung
Alle vier Arten fressen bevorzugt Ruderfußkrebse, Kopffüßer und anderen Tieren des marinen Planktons. Über Tiefe und Länge der Tauchgänge der vier Arten ist nahezu nichts bekannt. Sowohl Zwerg- als auch Rotschnabelalk sind vermutlich nur schlechte Taucher. Einigen Autoren schätzen, dass Zwergalke auf Grund ihrer geringen Körpermasse nur begrenzt tauchen können und Gewässertiefen von maximal 15 Meter erreichen können. Andere Autoren gehen von einer maximalen Tauchtiefe von bis zu 25 Meter aus. Der Rotschnabelalk findet seine Nahrung überwiegend an in geringer Gewässertiefe, bei ihm spielen Eine besondere Rolle spielen in seiner Ernährung kleine Quallen sowie Plankton, dass mit Quallen assoziiert wird, eine große Rolle. Seine spezifische Schnabelform wird auf diese Nahrungspräferenz zurückgeführt.

## Fortpflanzung

### Sozialverhalten und Brutkolonien

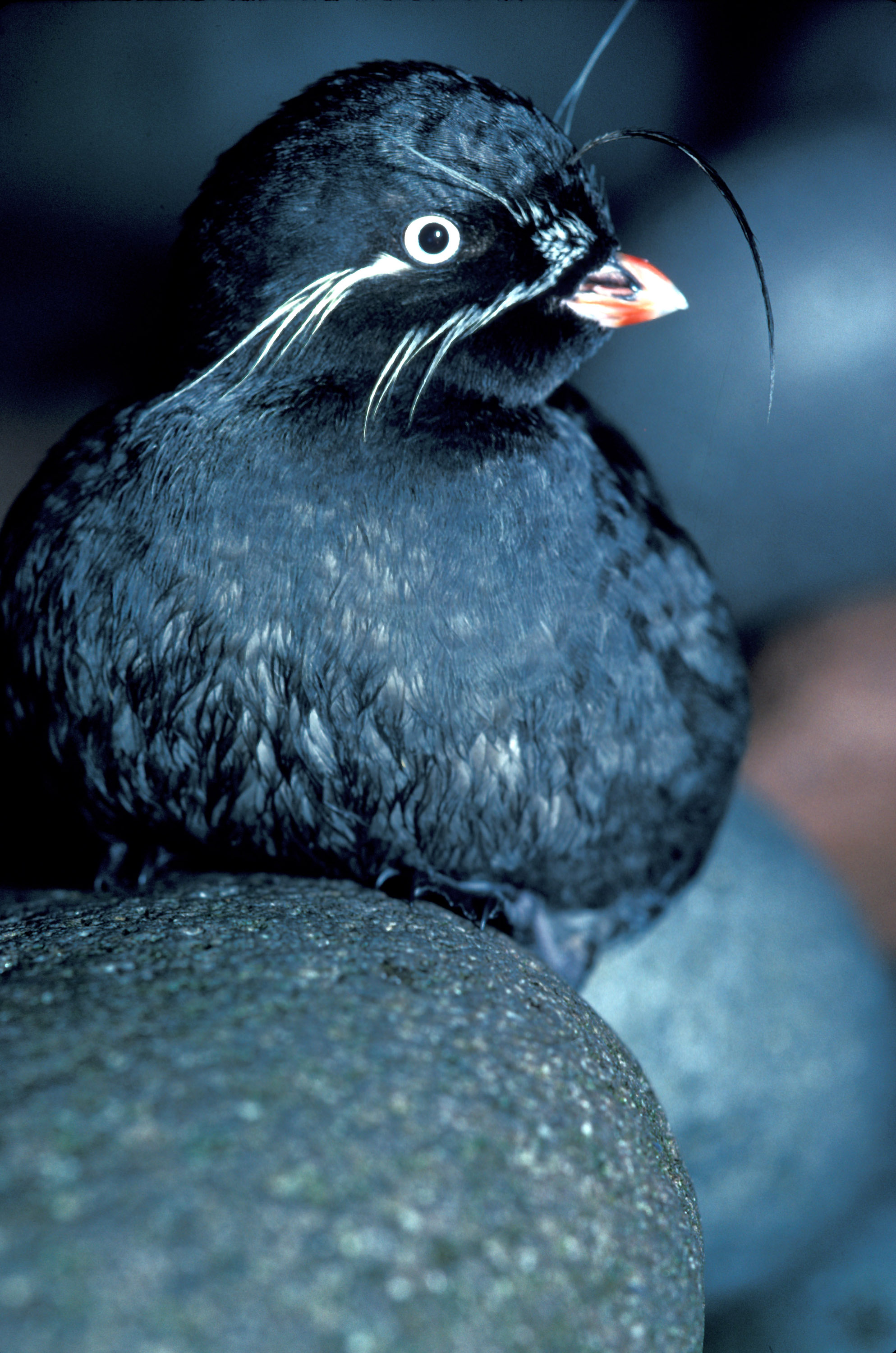
Bartalk

Alle vier Arten sind Kolonienbrüter. Beim Rotschnabelalk sind die Aktivitäten in den Brutkolonien weniger synchronisiert als dies bei anderen Aethia-Arten der Fall ist. Auch die Dichte der Nisthöhlen in der Brutkolonie ist geringer. Sofern sie in denselben Brutkolonien wie andere Aethia-Arten brüten, fehlen sie gewöhnlich unter den Alkenvögeln, die die Kolonie überfliegen. Normalerweise versammeln sich in den frühen Morgenstunden kleine Gruppen von zehn bis vierzig Rotschnabelalken in den Küstengewässern vor den Brutkolonien und fliegen von dort aus einzeln oder zu zweit zu den Bruthöhlen. Die Aktivitäten in der Brutkolonie sind ebenfalls verhältnismäßig wenig gleichgerichtet. Aggressives Verhalten gegenüber den Artgenossen ist verhältnismäßig selten, was sie vom Zwergalk und Schopfalk deutlich unterscheidet.
Der Schopfalk ist im Gegensatz zum Rotschnabelalk ein sehr geselliger Vogel, der ganzjährig mit Artgenossen in großen Schwärmen zusammenlebt. Einzelne Schopfalke, die die unmittelbare Nähe zu ihren Artgenossen verlieren, suchen sofort nach Anschluss. Das führt bisweilen dazu, dass Schopfalken in der ersten Reihe eines Schwarmes langsamer werden, während Vögel am Ende des Schwarmes schneller werden und somit in einer langgezogenen Schwarmformation fliegen, die sich immer wieder verdichtet und dann in mehrere Einzelschwärme auseinanderbricht. Schopfalken und Zwergalken konkurrieren innerhalb der Kolonien um geeignete Nistplätze, insbesondere Männchen reagieren in den Brutkolonien aggressiv auf eine zu große Annäherung anderer Männchen und Jungvögel. Kämpfende Schopfalken hacken mit den Schnäbeln nacheinander, dabei zielen sie regelmäßig auf die Augen. Sie greifen einander im Nacken oder am Schnabel und schlagen mit den Flügeln aufeinander ein. Männchen haben auf Grund dieser Kämpfe häufig gerupfte Federhauben. Grundsätzlich korreliert die Haubengröße mit der Dominanz, der Gewinner solcher Übergriffe hat gewöhnlich die größere Federhaube. Aggressive Interaktionen zwischen Männchen sind auch auf hoher See zu beobachten. Das gilt vor allem, wenn ein verpaartes Männchen sein Weibchen gegenüber anderen Männchen verteidigt, die sich diesem nähern. Weibchen zeigen seltener aggressive Verhaltensweisen. Aggressive Verhaltensweisen zeigen Schopfalke auch gegenüber anderen Alkenvögeln. Der Zwergalk, der ein ähnlich innerartliches Aggressionsverhalten wie der Schopfalk aufweist, unterliegt regelmäßig in Zweikämpfen um Niststandorte dem Schopfalk. Es wird sogar davon ausgegangen, dass die in Brutkolonien gelegentlich zu findenden toten Zwergalken Opfer von Auseinandersetzungen mit dem Schopfalk sind.
Anders als bei anderen Arten der Gattung Aethia hält sich der Bartalk in den Brutkolonien überwiegend während der Nacht auf. Etwa eine Stunde vor Einbruch der Dämmerung versammeln sich Bartalke in dichten Schwärmen auf dem Wasser in der Nähe der Brutkolonie. Erst mit Einbruch der Nacht fliegen sie an Land. Auffällige Flugmanöver wie etwa ein Überfliegen der Kolonie fehlt. Bartalken verlassen gewöhnlich einzeln den schwimmenden Schwarm und fliegen gewöhnlich direkt zu dem Eingang ihrer Nisthöhle. Wie bei vielen anderen nachtaktiven Seevögeln ist in mondhellen Nächten die Aktivität in der Brutkolonie auffällig reduziert. Vermutlich auf Grund des dann höheren Prädationsrisikos sind weniger Rufe zu hören und weniger Vögel auf der Erdoberfläche zu beobachten.

### Niststandorte

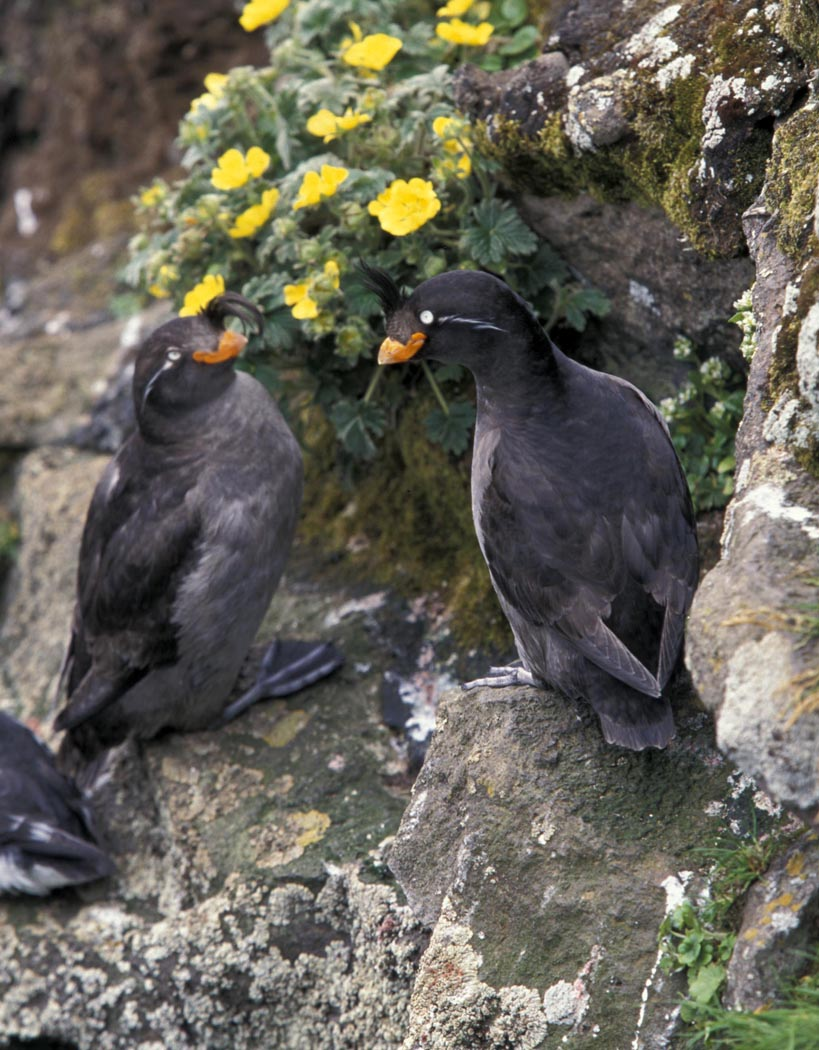
Ein Paar Schopfalken

Die Aethia-Arten brüten in Erdbauen, in Felshöhlungen sowie zwischen und unter Felsbrocken. Von allen Arten der Gattung zeigt der Rotschnabelalk bei der Wahl seines Niststandortes die geringste Spezialisierung. Auf Inseln, auf denen Säuger fehlen, die den Rotschnabelalken nachstellen, brüten sie häufig zwischen Felsbrocken. An sanft geneigten Hügeln graben sie sich außerdem Nisthöhlen. Auf Inseln wie beispielsweise den Pribilof Islands, wo Füchse leben, begrenzen sich ihre Niststandorte auf unzugängliche Klippen. Der Abstand zwischen einzelnen Rotschnabelalken-Nester beträgt gewöhnlich mehrere hundert Meter. In Brutkolonien sind sie gelegentlich mit Zwergalken und Schopfalken vergesellschaftet. Sie meiden aber auch hier die unmittelbare Nähe zu Nestern dieser Art. Ähnlich anpassungsfähig ist der Bartalk, dessen Nisthöhlen zwischen drei und 250 Meter oberhalb der Meeresniveaus liegen. Sie befinden sich in Felsspalten, in Schutthügeln, an Steilküsten sowie in natürlichen Erdhöhlen an steilen Grashängen. Auch beim Bartalk liegen die Nester weiter auseinander als dies bei Schopf- und Zwergalken der Fall ist.
Die Brutkolonien der Schopfalken finden sich häufig in Geröllhalden. Wo diese Geröllhalden sehr dick sind, nutzen mehrere Brutpaare gelegentlich einen großen Spalt, um zu ihren Bauen zu gelangen, die dann gelegentlich bis zu zehn Meter unter der Oberfläche liegen. An solchen Standorten kann die Dichte der Nester sehr hoch sein. So finden sich auf Buldir Island, Alaska auf 100 Quadratmeter 1500 bis 2000 Brutpaare. Die Geröllhalden haben hier eine Tiefe von zehn Metern, pro Kubikmeter Geröll brüten 1,5 bis 2 Brutpaare. Der Bau ist gewöhnlich so tief, dass der brütende Vogel nicht von der Oberfläche aus zu sehen ist. In tiefen Schutthalden können die Baue bis zu einem Meter unter der Oberfläche liegen, sie befinden sich aber gewöhnlich näher an der Oberfläche.
Zwergalken brüten in sehr großen Kolonien entlang felsiger Küstenabschnitte sowie Küstenabschnitten mit Geröllhalden oder Lavafeldern. Die meisten Kolonien finden sich an Hängen, die sich unmittelbar an der Küste befinden. Geröllhalden werden jedoch bis zu einer Entfernung von 1,5 Kilometer auch im Inselinneren genutzt. Gewöhnlich weist das Areal der Brutkolonie keinen oder nur sehr geringen Pflanzenwuchs auf. Auf den Aleuten finden sich Brutkolonien jedoch auch an älteren Lavafeldern, die mittlerweile einen kräftigen Pflanzenwuchs aufweisen. Grundsätzlich führt der Pflanzenbewuchs aber dazu, dass das Gebiet zunehmend als Niststandort ungeeignet ist, weil Humus und Vegetationsreste die Felsspalten füllen. Die größten vier Kolonien der Aleuten befinden sich entsprechend auch an verhältnismäßig jungen Lavafeldern. Die Art ist auf Grund ihrer Standortanforderung grundsätzlich von Erosion und vulkanischer Aktivität abhängig.

### Gelege und Jungvogel

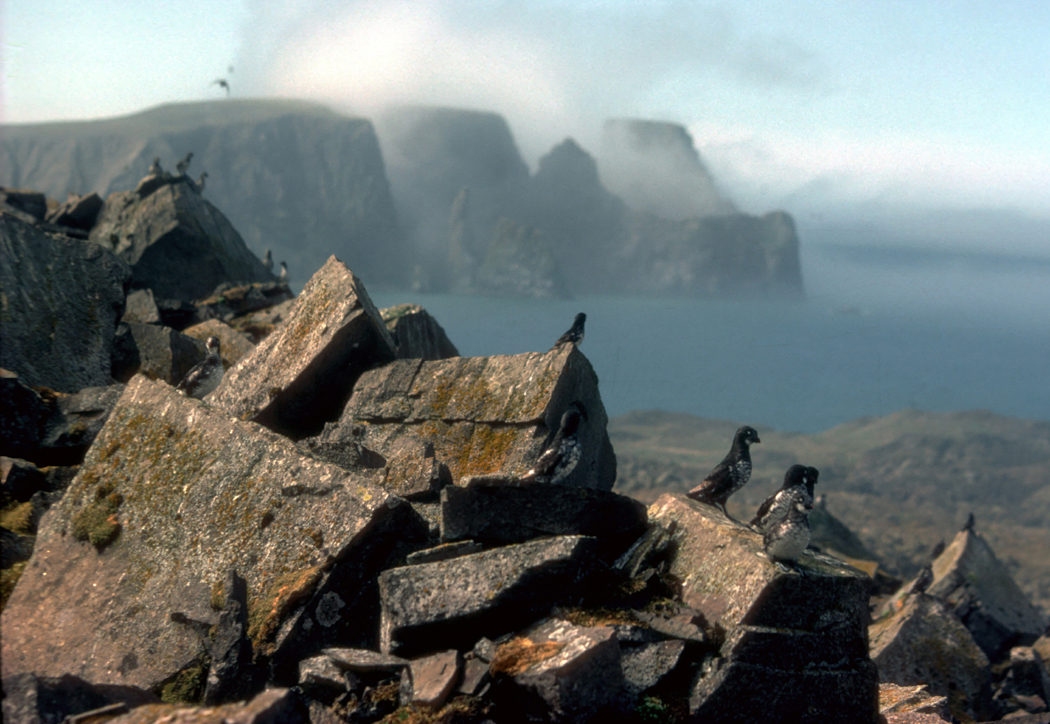
Zwergalke auf der St.-Matthew-Insel

Alle Arten der Gattung Aethia ziehen nur eine Brut je Jahr groß und legen lediglich ein Ei, was sie beispielsweise von der Gattung Cepphusunterscheidet, die ebenfalls zu den Alkenvögeln zählen. Bei Gelegeverlust wird in der Regel kein Nachgelege gelegt. Der Höhepunkt der Eiablage ist innerartlich mit der geographischen Breite korreliert. Beim Zwergalk fällt der Höhepunkt der Eiablage auf den westlichen Aleuten, die etwa auf dem 52. nördlichen Breitengrad liegen, auf Ende März, auf den Pribilif Inseln (ca. 57° N) auf Anfang Juni, auf St.-Matthew-Island (ca. 60° N) auf Mitte bis Ende Juni und auf der Sankt-Lorenz-Insel (ca. 63° N) in den frühen Juli. In den nördlicheren Brutkolonien beeinflusst dabei der Zeitpunkt der Schneeschmelze den Zeitpunkt der Eiablage. Innerhalb der Gattung gibt es Unterschiede im Zeitpunkt der Eiablage, auch wenn die Arten in derselben Kolonie brüten. Der Höhepunkt der Eiablage fällt auf Buldir Island beispielsweise beim Bartalk in die erste Maihälfte und ist damit ein bis drei Wochen früher als bei dem Zwerg- und Schopfalk, die ebenfalls auf dieser Insel brüten.
Das Ei ist bei allen Arten oval bis länglich oval und weist eine glatte Schale auf. Es ist direkt nach der Eiablage weiß, wird aber durch die Umgebung mit Erdreich verschmutzt, so dass es gegen Ende der Brutzeit bräunlich ist. Die Elternvögel haben jeweils zwei Brutflecken, die sehr bald nach dem Schlupf des Jungvogels wieder befiedert sind. Beim Bartalk haben auch nicht brütende Adulte und selbst noch nicht geschlechtsreife Vögel gelegentlich auch Ansätze von Brutflecken. Beide Elternvögel brüten gleichermaßen und lösen sich gewöhnlich in Intervallen von 24 Stunden ab. Die Brutzeit beträgt zwischen 31 und 36 Tage. In den ersten Lebenstagen wird der Jungvogel zunächst fast ununterbrochen gehudert, wird dann aber zunehmend während des Tages allein gelassen.
Die Nestlingszeit variiert je nach Art. Jungvögel der Rotschnabelalken sind mit durchschnittlich 26 Tage flügge, Zwergalke mit 28,6 Tage und Schopfalke mit 33  Tagen flügge. Grundsätzlich entwickeln sich die Jungvögel der Bartalken langsamer als dies bei anderen Aethia-Arten der Fall ist, sie fliegen erst aus, wenn sie ein Lebensalter von 35 bis 45 Lebenstagen erreicht haben. Diese vergleichsweise verzögerte Entwicklung hängt vermutlich mit der durch die überwiegend nächtlichen Fütterung einhergehenden Beschränkung der täglichen Nahrungsaufnahme zusammen. Jungvögel nehmen maximal 3,5 Gramm pro Tag zu. Sie werden mit einem Gewicht von durchschnittlich 106 Gramm flügge, was etwas unterhalb des Gewichts eines ausgewachsenen Vogels liegt. Ungewöhnlich für Alkenvögel ist, dass die Jungvögel der Bartalken zur Kolonie zurückkehren und dort übernachten. Dieses Verhalten dauert für einige Zeit an und wird noch bis zu sechs Wochen nach dem Zeitpunkt beobachtet, zu dem die Brutvögel die Kolonie weitgehend verlassen haben. Eine Versorgung der Jungvögel nach dem Ausfliegen findet bei keiner der Aethia-Arten statt.

## Reproduktionsrate und Lebenserwartung

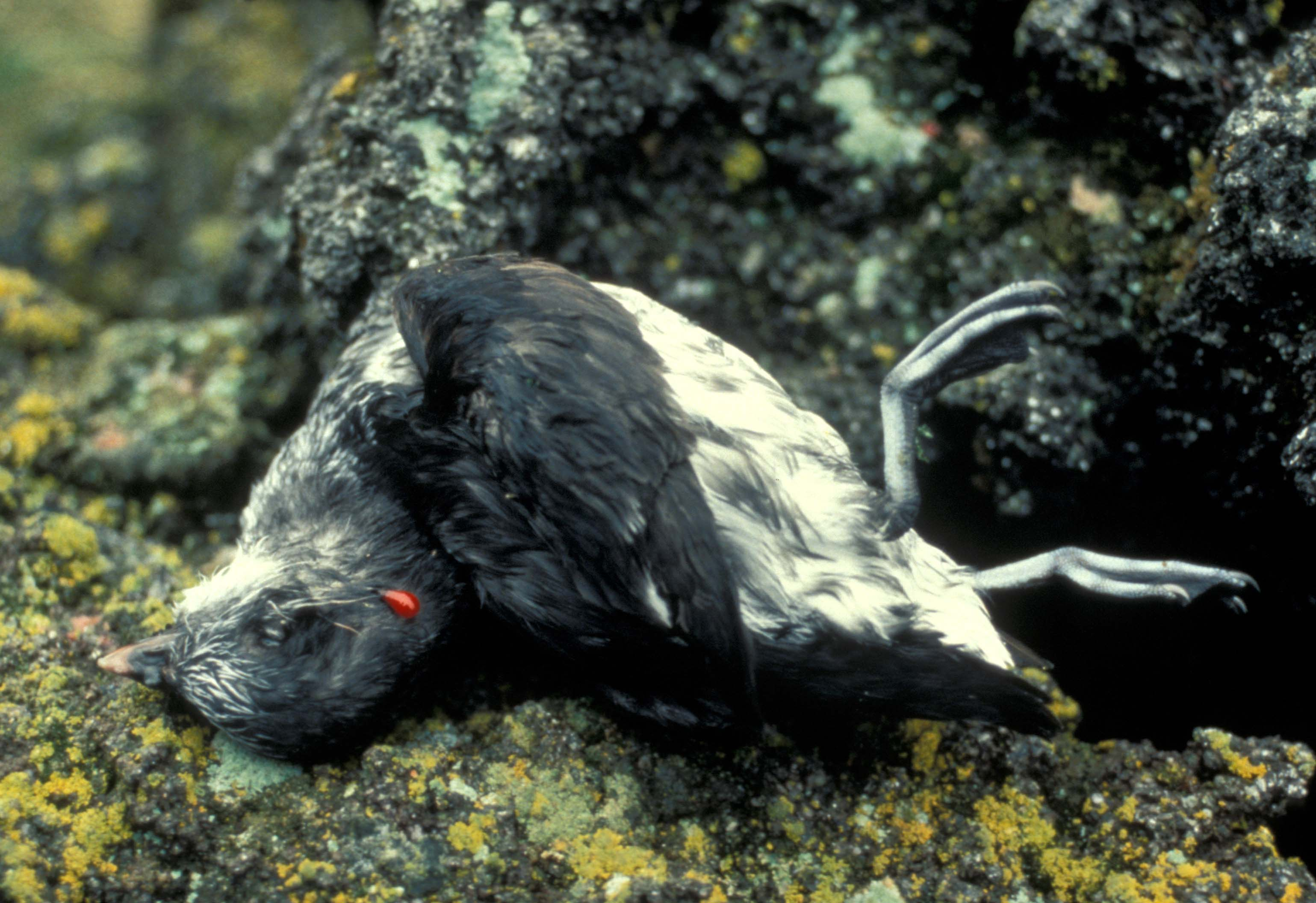
Von einer Ratte getöteter Zwergalk

Für den Bartalk wird geschätzt, dass je 100 Brutpaare zwischen sechzig und achtzig Jungvögel flügge werden. Dies wäre unter den Aethia-Arten die höchste Reproduktionsrate. Für den Rotschnabelalk wird die Reproduktionsrate auf fünfzig Jungvögel je hundert Brutpaare geschätzt, die des Schopfalken ist mit fünfzig bis fünfundfünfzig Jungvögel je hundert Brutpaare geringfügig höher. Der Bruterfolg von Zwergalken wird dagegen auf fünfzig bis siebzig flügge werdende Jungvögel pro einhundert Brutpaare geschätzt.
Zu den Prädatoren der Aethia zählen vor allem Polar- und Rotfuchs, aber auch Ratten. Alle drei töten nicht nur Jungvögel oder fressen Eier, sondern zumindest bei den kleineren Aethia-Arten auch die adulten Vögel. Ihre Einführung auf den meisten der Aleuteninsel haben wesentlich dazu beigetragen, dass auf einigen Aleuteninsel zum Beispiel die Bestände des Bartalken zurückgegangen oder Brutkolonien verlassen sind. Zu den Prädatoren zählen außerdem Möwen wie Beringmöwe, Eismöwe und Kamtschatkamöwe. Auch Weißkopfseeadlern, Riesenseeadlern, Gerfalken und Wanderfalken schlagen regelmäßig Aethia-Alken.
Die Mortalitätsrate adulter Vögel liegt etwa beim Bartalk bei 18 Prozent pro Jahr. Die Lebenserwartung beträgt damit etwa fünf Jahre. Die durchschnittliche Lebenserwartung des Zwergalken wird mit etwa 5,5 Jahren etwas höher geschätzt. Deutlich älter werden Schopfalke, die durchschnittlich 9,6 Jahre alt werden. Die Lebenserwartung des Rotschnabelalken ist dagegen noch nicht sehr gut untersucht.

## Bestand

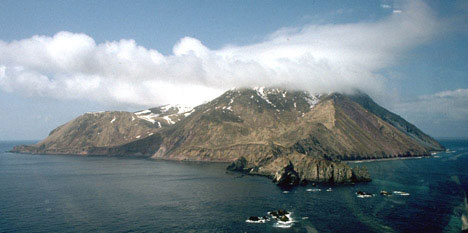
Buldir Island, eine der wenigen fuchsfreien Inseln der Aleuten

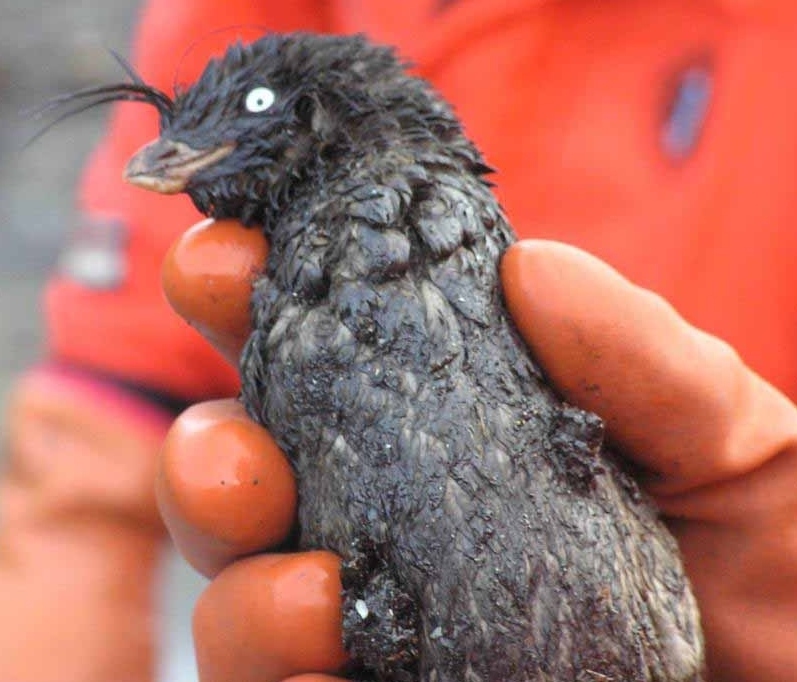
Ölverschmutzter Schopfalk

Keine der Aethia-Arten gilt als im Bestand gefährdet, allerdings sind die Bestandszahlen sehr unterschiedlich. Der United States Fish and Wildlife Service schätzte 1993 den Bestand an Bartalken, die nur sehr schwer zu zählen sind, in Alaska auf 30.000 Individuen. Nach Einschätzungen der Ornithologen Anthony Gaston und Ian Jones war der Bestand jedoch mit Sicherheit sehr viel höher und betrug in diese Region mindestens 200.000 bis 300.000 Individuen. Auf den Kurilen und der Kommandeurinsel brütet vermutlich dieselbe Anzahl, hier ist bislang jedoch keine systematische Bestandserfassung erfolgt.  Auch beim Rotschnabel fehlt eine genaue Bestandsschätzung, da vor allem die an den asiatischen Küsten brütenden Rotschnabelalken noch nie gezählt wurden. Der Bestand wird jedoch auf etwa eine Million Vögel geschätzt. Vom Schopfalk leben mindestens zwei Millionen Vögel an der russischen Küste und drei Millionen an der Küste Nordamerikas. Der Zwergalk ist einer der häufigsten Alkenvögel, in den 1990er Jahren schätzte der United States Fish and Wildlife Service allein den Bestand in Alaska auf mehr als neun Millionen Vögel.
Wie bei anderen Alkenvögeln stellt die Einführung von Ratten und Füchsen für die Aethia-Arten eine erhebliche Gefährdung dar. Buldir Island ist eine der wenigen Arten der Aleuten, auf denen noch keine Füchse eingeführt wurden, was eine der Erklärung sein mag, warum sich eine der größten Brutkolonien auf dieser Inseln befindet. Die zunehmende Ölverschmutzung der Meere stellt eine der weiteren Gefährdungsfaktoren dar, zumal sich einige der Brutkolonien in der Nähe viel befahrener Schiffsrouten befinden. Der Rotschnabelalk reagiert außerdem besonders empfindlich auf kleine, im Meer treibende Plastikpartikel. 94 Prozent der auf hoher See geschossenen Rotalken hatten solches Plastik im Kropf. Der Einfluss auf den Gesundheitszustand der Vögel ist jedoch noch nicht abschließend untersucht.

## Arten
Die folgenden rezenten Arten gehören zur Gattung Aethia:
- Rotschnabelalk (Aethia psittacula)
- Schopfalk (Aethia cristatella)
- Bartalk (Aethia pygmaea)
- Zwergalk (Aethia pusilla)

Die früher gebräuchliche Einordnung des Rotschopfalken in die eigenständige Gattung Cyclorhynchus ist nicht mehr gebräuchlich.

## Belege

### Einzelbelege
1. 1 2   IUCN Red List of Threatened Species, aufgerufen am 19. April 2022
2. ↑   Gaston et al., S. 254
3. 1 2   Gaston et al., S. 265
4. 1 2  Gaston et al., S. 249
5. 1 2   Gaston et al., S. 252
6. 1 2   Gaston et al., S. 262
7. ↑   Gaston et al., S: 267
8. ↑   Gaston et al., S. 264
9. 1 2   Gaston et al., S. 239
10. 1 2   Gaston et al., S. 236
11. ↑   Gaston et al., S. 256
12. 1 2   Gaston et al., S. 248
13. ↑  Gaston et al., S. 258
14. ↑   Gaston et al., S. 268
15. ↑   Gaston et al., S. 240
16. 1 2 3  Gaston et al., S. 250
17. 1 2 3   Gaston et al., S. 259
18. 1 2 3 4   Gaston et al., S. 269
19. ↑   Gaston et al., S. 261
20. ↑   Gaston et al., S. 251
21. 1 2   Gaston et al., S. 270
22. ↑   Gaston et al., S. 263
23. ↑   Gaston et al., S. 255
24. ↑   Gaston et al., S. 238
25. ↑  Rotschnabelalk auf Avibase, aufgerufen am 30. Oktober 2010